# 聯合銀行廣場
聯合銀行廣場（英語：Union Bank Plaza） 是一座位於美國加利福尼亞州洛杉磯市中心的摩天大樓，樓高40層。

## 擴展閱讀
- Cameron, Robert. . San Francisco: Cameron & Company. 1990. ISBN 0-918684-48-X.